# とらまる公園
とらまる公園（とらまるこうえん）は、香川県東かがわ市にある総合運動公園。1991年（平成3年）10月10日開設。名称は公園が名峰虎丸山を望む丘陵に展開することから命名された。公園テーマは、『光と水と緑あふれる健康運動公園』。園内の「とらまるパペットランド」は日本の人形劇のメッカとして知られる。

## 施設

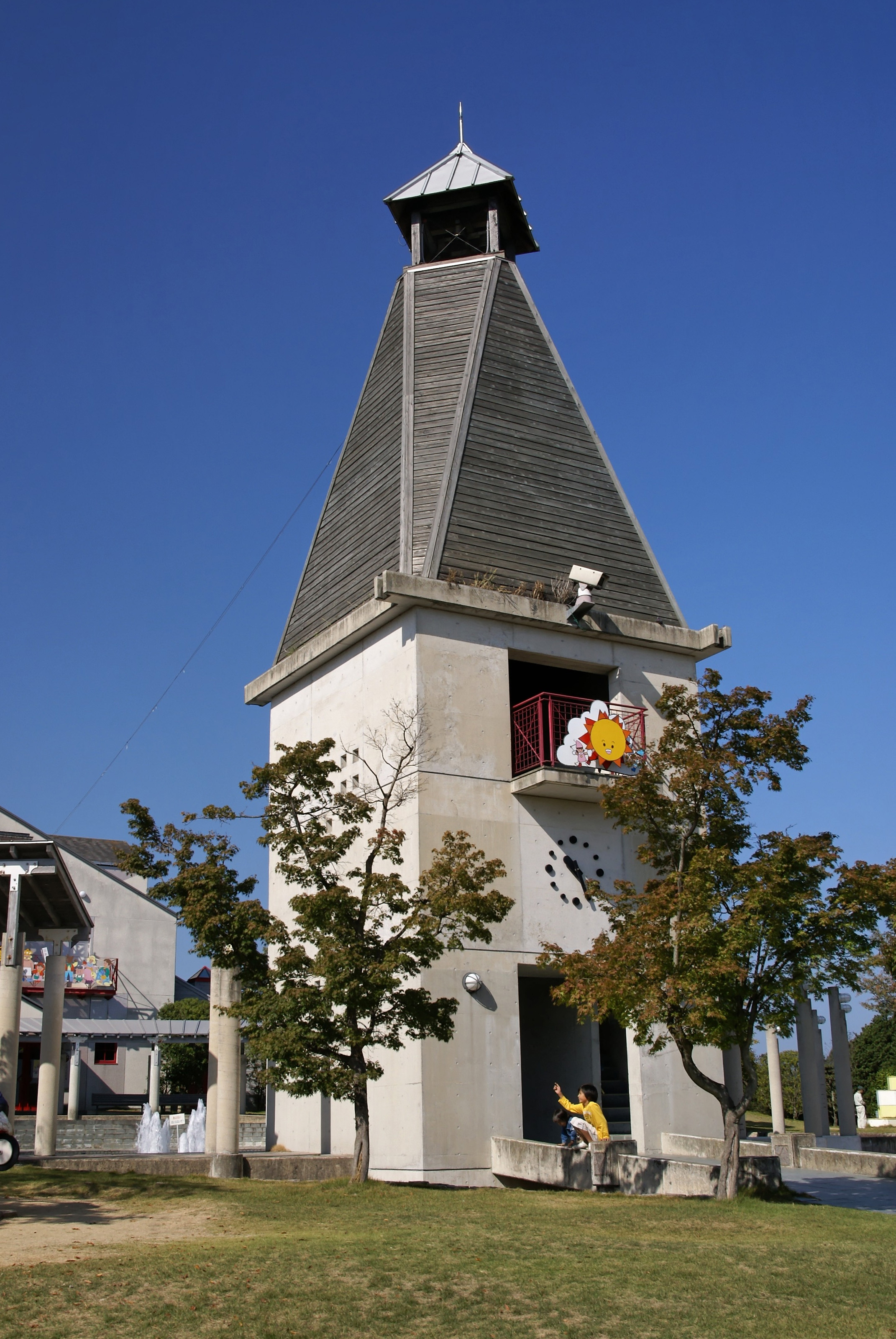
シンボルの時計塔

起伏に富んだ18haの敷地内に、レクリエーションやスポーツ、文化活動のための様々な施設が配されている。事務所所在地は〒769-2604 香川県東かがわ市西村1155

### とらまるパペットランド
日本で唯一の人形劇のテーマパーク。下記の施設で構成される。
- 人形劇場とらまる座
- とらまる人形劇ミュージアム - 日本で唯一の現代人形劇体験博物館
- ミニチュア児遊館 - 中世ヨーロッパの街並みを約1/2スケールで再現

2003年から2013年3月までの間、日本で唯一の人形劇専門学校「パペットアーク」の運営もされていた。

### とらまる図書館
とらまる図書館は、歴史民俗資料館（引田）と交流プラザ（湊）と構成されている東かがわ市図書館の本館からなっている 。公園センター内1階に位置し、蔵書は約6万冊。閲覧室とギャラリーを備えている。開館時間は午前9時から午後5時で、休館日は毎週月曜日と年末年始。
2021年現在、とらまる図書館は閉鎖され、JR三本松駅前の「ひとの駅さんぼんまつ」内に大きな図書館が新設されている。

### 広場・遊具
- 冒険の森 - ローラースライダーなどの遊具を備えている。
- 多目的グラウンド - 陸上競技400mトラック8レーンを備えている。
- テニスコート6面
- ゲートボール場
- キャンプ場(宿泊施設有)
- 芝生広場(約2ヘクタール)
  - ダリ彫刻の森

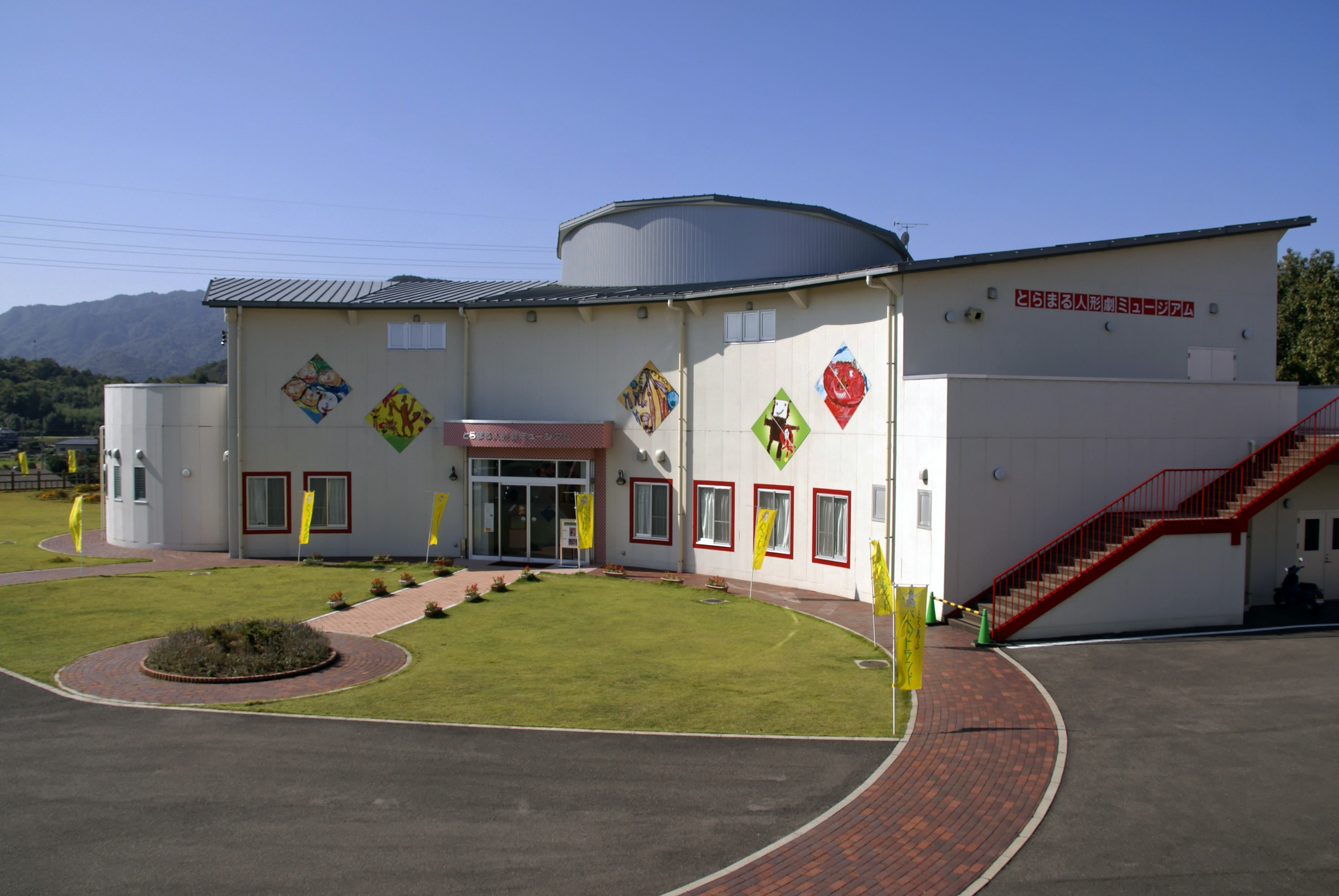
とらまる人形劇ミュージアム
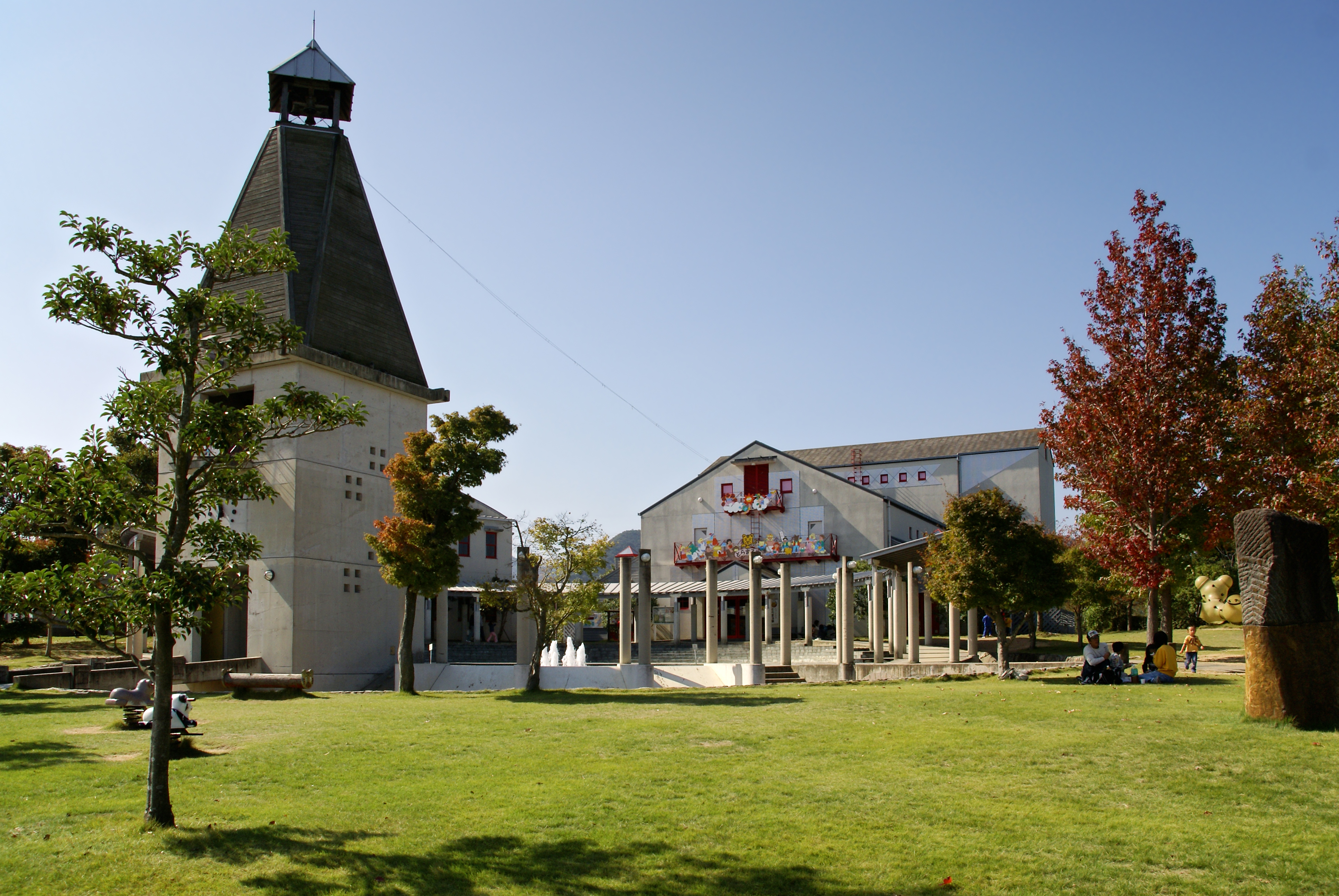
人形劇場とらまる座とファンシープラザ
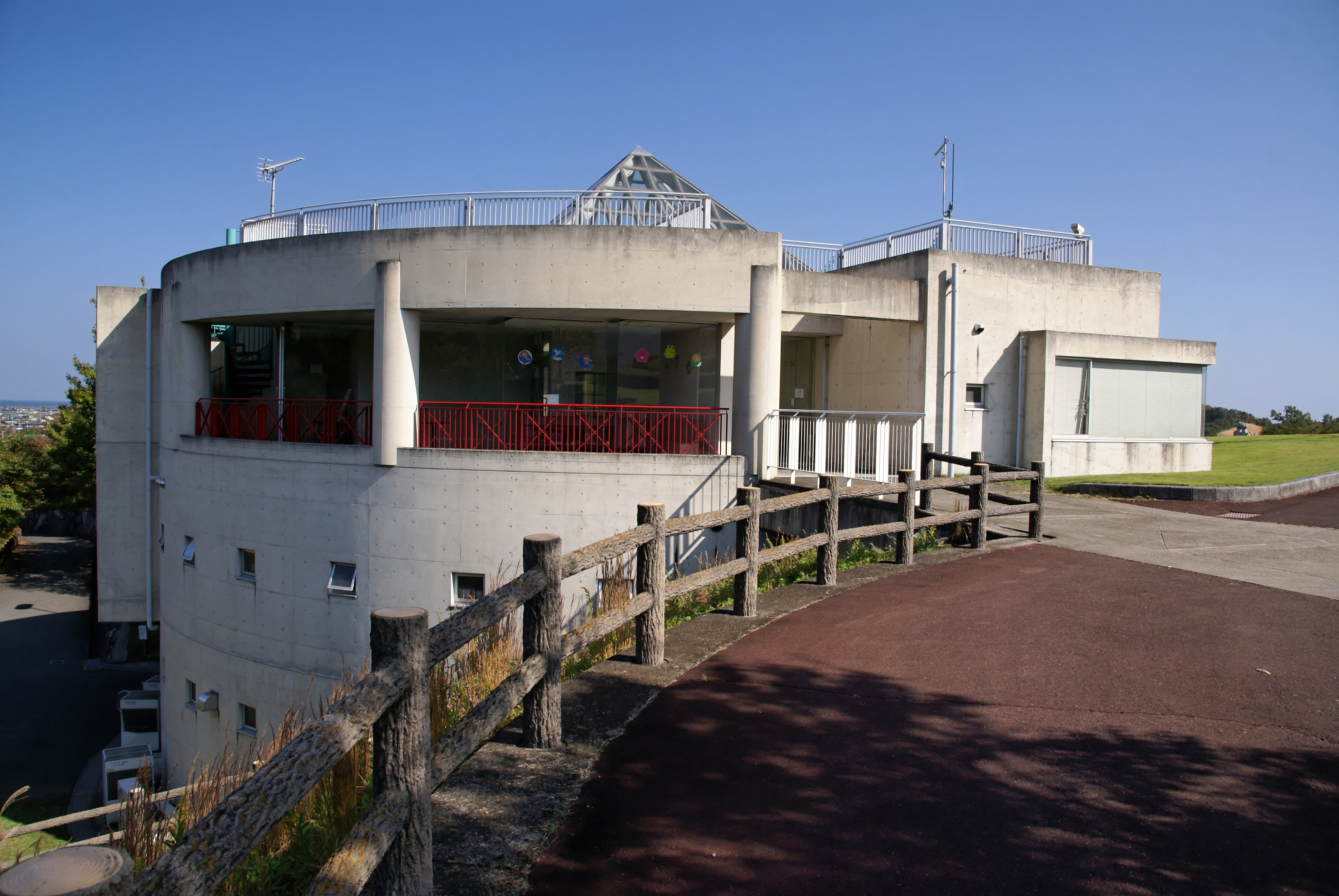
とらまる図書館
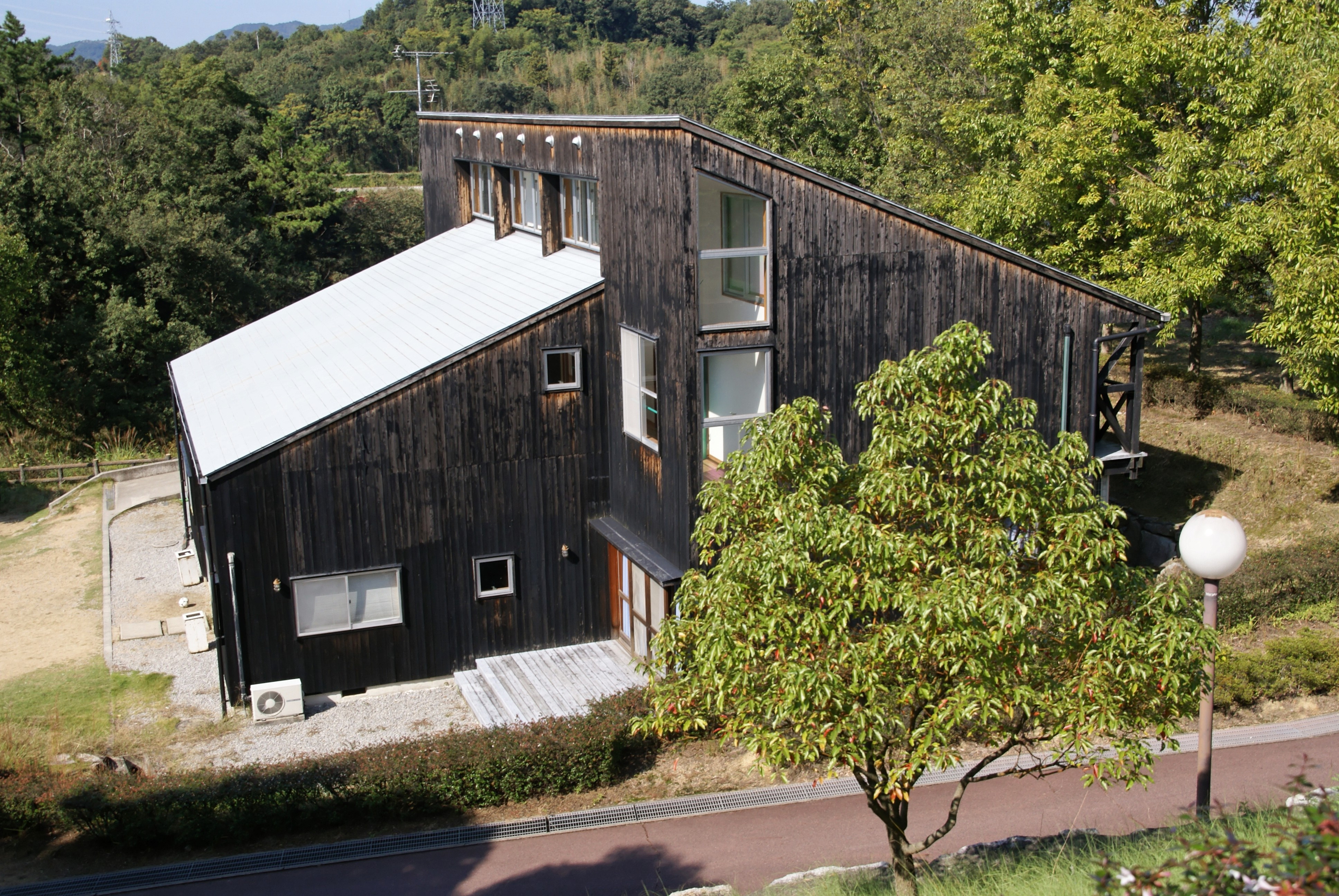
キャンプ場のロッジ
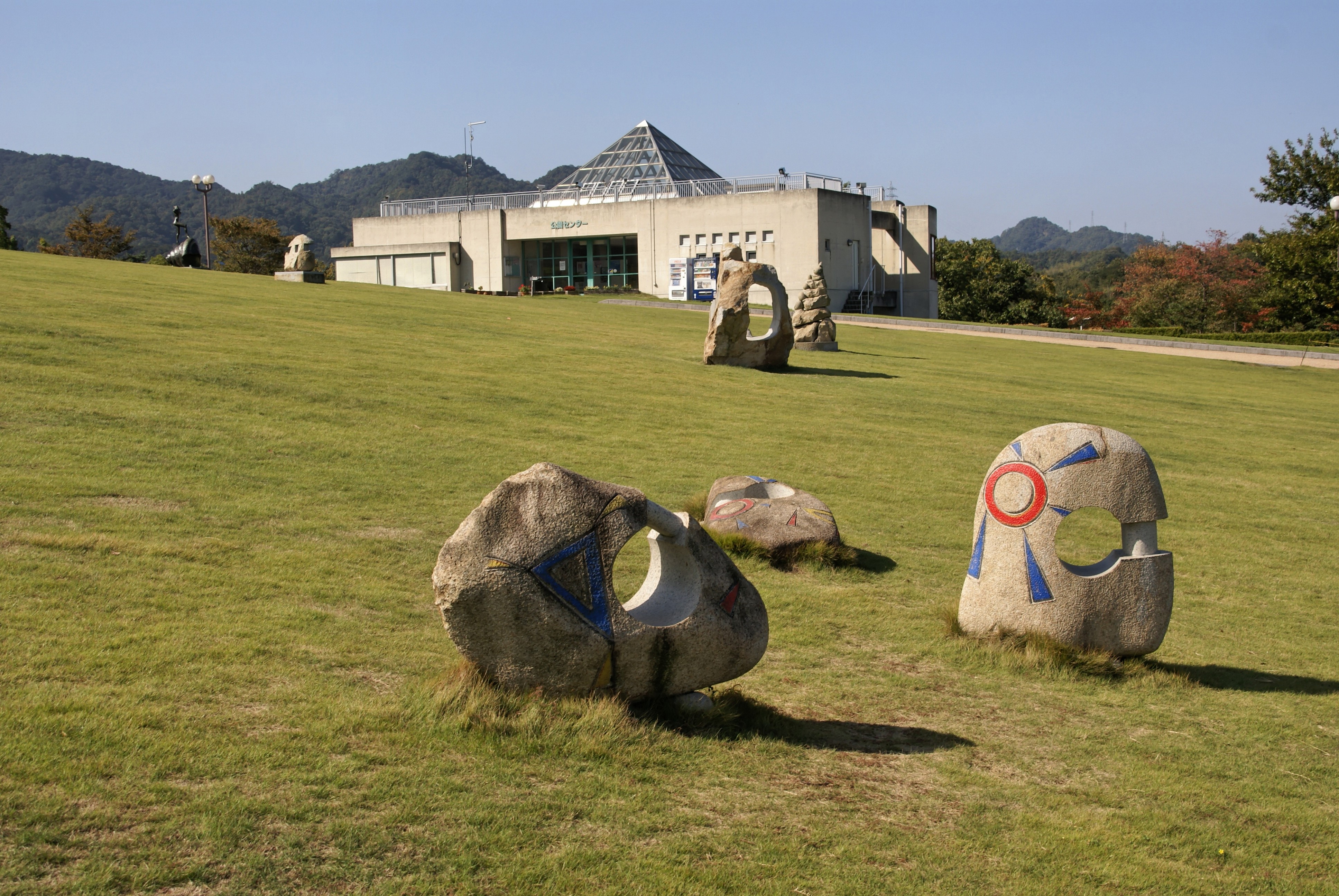
ダリ彫刻の森

### とらまるてぶくろ体育館
とらまる公園内にある体育館は、1993年の東四国国体の開催に合わせて香川県の事業により建設され1991年8月に完成した。完成当時の名称は「香川県立大川体育館」。東四国国体では国民体育大会柔道競技（成年女子、少年男女）の会場となった。
2012年4月1日、香川県より東かがわ市に移管されたことに伴い「とらまる公園体育館」に名称を変更し、2012年7月1日より日本手袋工業組合が命名権を取得し「とらまるてぶくろ体育館」に変更した。2018年2月、初のプロスポーツ公式戦としてB.LEAGUE・香川ファイブアローズの主催試合が開催された。
- 第1競技場（メインアリーナ） - フロア面積1,617m2（46.2m X 35.0m）、天井高は10.1mから23.5m。固定観客席768席
  - バレーボール3面
  - バスケットボール2面
  - ハンドボール1面
  - バドミントン10面
- 第2競技場（アブアリーナ） - フロア面積324m2
  - バドミントン2面
  - 卓球4面
  - 柔道1面
- トレーニングルーム
- 会議室（50人収容2室、15人収容1室）

## 沿革
- 1984年9月 - 大内町総合運動公園建設推進協議会を設立
- 1986年11月 - 都市公園事業の認可が下りる
- 1987年4月 - 公園造成事業に着手
- 1990年5月 - 香川県が体育館建設に着手
- 1991年8月 - 香川県立大川体育館が竣工
- 1992年4月 - とらまる図書館とゲートボール場供用開始
- 1992年9月 - 人形劇場とらまる座供用開始
- 1993年4月 - ミニチュア児遊館供用開始
- 1993年10月 - とらまる公園キャンプ場、冒険の森、テニスコート供用開始
- 1994年4月 - 多目的広場（陸上競技トラック）供用開始
- 1994年9月 -  とらまる座がモービル児童文化賞を受賞
- 1995年3月 -  とらまる座が毎日新聞 毎日・地方自治大賞・奨励賞を受賞
- 1995年6月 - とらまる公園が四国新聞社選定香川新50景に選定される
- 1996年11月 - とらまる座がふるさとづくり賞 内閣官房長官賞を受賞
- 2001年 - 平成13年度国土交通省手づくり郷土賞（地域整備部門）受賞。
- 2003年3月 - とらまる人形劇ミュージアム供用開始、人形劇専門学校パペットアーク開校
- 2003年4月 - 大内町など大川郡東部3町が合併して誕生した東かがわ市に移管
- 2003年1月 - とらまる座が地域づくり総務大臣賞 地域づくり団体部門を受賞
- 2013年3月 - パペットアーク閉校
- 2013年4月 - 大川体育館が東かがわ市に移管され、とらまる公園体育館に名称変更
- 2013年7月 - 体育館にネーミングライツを導入し、とらまるてぶくろ体育館に名称変更

## 交通アクセス
高速バス
高松エクスプレス・高徳エクスプレス 大内バスストップ　徒歩1分
高速バス
- 高徳線 三本松駅 タクシー5分、または徒歩25分

## 周辺
- 與田寺（四国八十八箇所総奥の院）